# Boljenovići
Boljenovići is een plaats in de gemeente Ston in de Kroatische provincie Dubrovnik-Neretva. De plaats telt 94 inwoners (2001).